# بلی ایوس
بلی ایوس (به لاتین: Bely Iyus) یک رود در روسیه است که در خاکاسیا واقع شده‌است.